# Luigi Cubeddu
Luigi Cubbedu (Roma, Italia, 12 de diciembre de 1942) es professor Titular e investigador adscrito a la cátedra de Farmacología de la Facultad de Farmacia de la Universidad Central de Venezuela y al Departamento de Ciencias Farmacéuticas de la NOVA-Southeastern University (NSU), College of Pharmacy, Health Profession Division, ubicada en Fort Lauderdale, Florida, E.U.A.
Su línea de estudio e investigación está relacionada con la farmacología clínica y la hipertensión. Ha escrito más de 472 artículos durante toda su carrera profesional, constituidos por capítulos de libros, presentaciones en eventos científicos y publicaciones revisadas.

## Estudios
Estudió Medicina en la Escuela José María Vargas de la Facultad de Medicina de la Universidad Central de Venezuela (1957-1964). Cursó sus estudios de maestría en el Departamento de Farmacología y Toxicología de la UCV, obteniendo el título de magister scientiarum en Farmacología (suma cum laude, 1966-1968). Entre 1971 y 1974 cursa sus estudios de Ph.D en Farmacología en el Departamento de Farmacología de la Escuela de Medicina de la Universidad de Colorado, Boulder. En 2004 obtiene el grado de Especialista Clínico en Hipertensión en la Universidad de Guadalajara México y la Sociedad Latinoamericana de Hipertensión.
Complementó sus estudios con dos años de residencia en el Hospital Universitario de Caracas de la UCV (1964-1966); tres años de entrenamiento y prácticas supervisadas en Medicina Interna, Cardiología, Nefrología y Cuidados Intensivos en el Memorial Hospital de la Universidad de Carolina del Norte, Chapel Hill (1981-1984) y dos años de entrenamiento en Gastroenterología con énfasis en evaluación endoscópica de patologías de serie gastrointestinal (GI) superior y enfermedades inducidas por H Pylori, en la División de Gastroenterología del Hospital Universitario de Caracas-UCV (1995-1996).

## Desarrollo profesional
Durante su vida profesional  ha tenido diversas responsabilidades y cargos, entre los que destacan: Decano de la Escuela de Graduandos, Escuela de Farmacia-UCV (1979-1981); profesor asociado de Farmacología, jefe de división de Farmacología Clínica (1981-1989),  miembro de la Facultad de Graduados (1982-1989) y miembro de la Clínica de Hipertensión (1982-1989) del Memorial Hospital de la Universidad de Carolina del de la Universidad de Carolina del Norte, Chapel Hill; director del Departamento de Farmacología, Facultad de Farmacia-UCV (1989-1993); miembro adjunto del Departamento de Farmacodinamia  (1994-1996) y profesor de la División de Salud Profesional del área de Farmacología de la NOVA-Southeastern University, Florida, E.U.A.; director  de investigación del  programa de residencia en Medicina Interna del Mount Sinai Medical Center.
Forma parte de la Asociación Médica Americana, la Sociedad Americana de Hipertensión, la Sociedad Americana de Farmacología y Terapéutica Experimental, la Asociación Americana para el Avance de la Ciencia, la Sociedad Americana  de Farmacología Clínica y Terapéutica, la Sociedad de Neurociencia, la Asociación de Profesores de la Universidad Central de Venezuela (APUC), la Asociación Médica Venezolana, la Sociedad Farmacéutica Venezolana y la Asociación Venezolana para el Avance de la Ciencia (AsoVAC).

## Reconocimientos y distinciones
Durante su Carrera professional ha sido galardonado con diversas distinciones y premios, entre los cuales se destacan el Premio de Profesor del Año (22007,2009) otorgado por la Nova SE University; el Premio Dr. Francisco De Venanzi  la excelencia y logros en las Ciencias Médicas (1999); el Premio Lorenzo Mendoza Fleury al mejor científico en creatividad, productividad y originalidad científica; el Premio por la Mejor Investigación otorgado por la Sociedad Venezolana de Farmacología (1992); el Premio Anual en Ciencias Médicas otorgado por el CONICIT (1981,1991); el Premio Pedro Penzini Fleury, en su Mención Honorífica (1979); el Premio Sandoz, en su Mención Honorífica (1976,1977).  

## Publicaciones
Es autor de más de cien publicaciones en revistas científicas y especializadas, algunas de ellas:
- Cubeddu L.X. Serotonin Mechanisms in chemotherapy-induced Emesis in Cancer Patients. Oncology. 1996. 53:18-25.[3]
- Hoffmann, I.S., Talmaciu, R.K., Aquino, R and Cubeddu, L.X. Differential effects of muscarinic receptor agonists and phorbol esters on muscarinic and D2-dopamine release modulatory receptors. J. Pharmacol. Exp. Ther. 278: 662-668, 1996.[4]
- Guevara, B.E., Hoffmann, I.S. and Cubeddu, L.X. Ventral and dorsal striatal cholinergic neurons have different sensitivity to kainic acid. Neurochemistry International 31:723-730. 1997.[5]
- Guevara B.E., Hoffmann I.S. and Cubeddu L.X. Differential effects of kainic acid on dopamine and serotonin metabolism in ventral and dorsal striatal regions. Brain Res. 749:139-142,1997.[6]
- Cubeddu L.X., Trujillo, L.C., Talmaciu I., González V, Guariguata J, Seijas J, Miller IA and Paska, W. Antiemetic activity of ondansetron in acute gastroenteritis. Aliment Pharmacol Ther. 11: 185-191, 1997.[7]
- Fuenmayor, N.T., Moreira, E and Cubeddu, L.X. Salt sensitivity and insulin resistance in essential hypertension. Am. J Hypert. 4:397-402, 1998.[8]
- Castejon, A.M and Cubeddu, L.X. Level of punishment determines anticonflict activity of ondansetron in pigeons: comparison with buspirone and diazepam. Pharmacol Biochem Behavior. 61:451-457, 1998.[9]
- Castejon AM, Páez X, Hernández L and Cubeddu LX. Use of intravenous microdialysis to monitor changes in serotonin release and metabolism induced by cisplatin in cancer patients: comparative effects of granisetron and ondansetron. J Pharmacol Exp Ther. 291(3):960-966, 1999.[10]
- Cubeddu LX, Bonisch H, Gothert M, Molderings G, Racke K, Ramadori G, Miller KJ, Schworer H. Effects of metformin on intestinal 5-hydroxytryptamine (5-HT) release and on 5-HT3 receptors. Naunyn Schmiedebergs Arch Pharmacol. 361(1):85-91, 2000.[11]
- Ischia R, Gasser RW, Fischer-Colbrie R, Eder U, Pagani A, Cubeddu LX, Lovisetti-Scamihorn P, Finkenstedt G, Laslop A, Winkler H. Levels and molecular properties of secretoneurin-immunoreactivity in the serum and urine of control and neuroendocrine tumor patients. J Clin Endocrinol Metab. 85(1):355-360, 2000.[12]
- Hoffmann IS and Cubeddu LX. Clustering of silent cardiovascular risk factors in apparently healthy Hispanics. J Hum Hypertens. 16 Suppl 1:S137-141, 2002.[13]
- Ana M Castejon, Irene S. Hoffmann, Jiménez E, Cubeddu RJ, Baldonedo RM, and Luigi X. Cubeddu. Differential blood pressure effects of oral glucose and intravenous l-arginine in healthy lean normotensive and obese hypertensive subjects. J Human Hypertens. 16 Suppl 1:S133-136, 2002.[14]
- Cubeddu LX and Hoffmann IS. Insulin resistance and upper-normal glucose levels in hypertension: a review. J Hum Hypertens. 16 Suppl 1:S52-55, 2002.[15]
- Heberto Suárez-Roca and Luigi X. Cubeddu. The selective serotonin reuptake inhibitor citalopram, induces the storage of serotonin in cathecolaminergic terminals. J Pharmacology Exp Ther. 302: 174-179, 2002.[16]
- Luigi X. Cubeddu , Irene S. Hoffmann, Lisette M Aponte; Rosaura Nuñez- Bogesits, Helimenia Medina-Suniaga, Magaly Roa and Robert S. García. Role of salt sensitivity, blood pressure, and hyperinsulinemia in determining high upper normal levels of urinary albumin excretion in a healthy adult population. Am J Hypertens. May;16(5):343-349, 2003.[17]
- Castejon AM, Alfieri AB, Hoffmann IS, Rathinavelu A and Cubeddu LX. Alpha-adducin polymorphism, salt sensitivity, nitric oxide excretion and cardiovascular risk factors in Hispanics. Am J Hypertens. 2003 Dec;16(12):1018-24.[18]
- Cubeddu LX, Cubeddu RJ, Heimowitz T, Restrepo B, Lamas GA and Weinberg GB. Comparative lipid-lowering effects of policosanol and atorvastatin: a randomized, parallel, double-blind, placebo-controlled trial. Am Heart J. 2006 Nov;152(5):982.e1-5.[19]
- Tristano A, Castejon AM, Castro A and Cubeddu LX. Effects of statin treatment and withdrawal on Angiotensin II-induced phosphorylation of p38 MAPK and ERK1/2 in Cultured Vascular Smooth Muscle Cells. Biochem Biophys Res Commun. 2007 Feb 2;353(1):11-17. Epub 2006 Nov 17.[20]
- Hoffmann IS and Cubeddu LX. Increased blood pressure reactivity to dietary salt in patients with the metabolic syndrome. J Hum Hypertens. 2007 Jun;21(6):438-44. Epub 2007 Feb 1.[21]
- Hoffmann IS, Alfieri AB, Cubeddu LX. Effects of lifestyle changes and metformin on salt sensitivity and nitric oxide metabolism in obese salt-sensitive Hispanics. J Hum Hypertens. 2007 Jul;21(7):571-8. Epub 2007 Apr 26.[22]
- Castejon AM, Tristano AG, Cubeddu LX. Upregulation of angiotensin II AT-1 R following statin withdrawal. J Cardiovasc Pharmacol. 2007 Dec;50(6):708-11.[23]
- Cubedu LX, Alfieri AB, Hoffmann IS. Lowering the threshold for defining microalbuminuria: effects of lifestyle-metformin intervention in overweight-obese, “normoalbuminuric” non-diabetic subjects. Am J Hypertens. 2008 Jan;21(1):105-110.[24]
- Cubeddu LX, Alfieri AB, Hoffmann IS. Effects of a lifestyle changes and metformin on salt sensitivity and nitric oxide metabolism in obese salt sensitive obese subjects. J Hypertens, 25: S344, Abstract # P37.186. European Meeting on Hypertension. June 15-19, 2007. Milan, Italy.[25]
- Cubeddu L.X. Invited Speaker. The Renin Angiotensin Aldosterone System: An Update. VIII Congress of the Venezuelan Society for Hypertension. Caracas, Venezuela. September 23-25, 2009.
- Cubeddu LX. Invited Speaker. “Prediabetes: mechanisms, prevalence, diagnostic criteria and treatment”. Ist Inter-American Congress on Diabetes. July 15th-17th, Maracaibo, Venezuela. September 23-25, 2009.